# L'Impérialisme, stade suprême du capitalisme

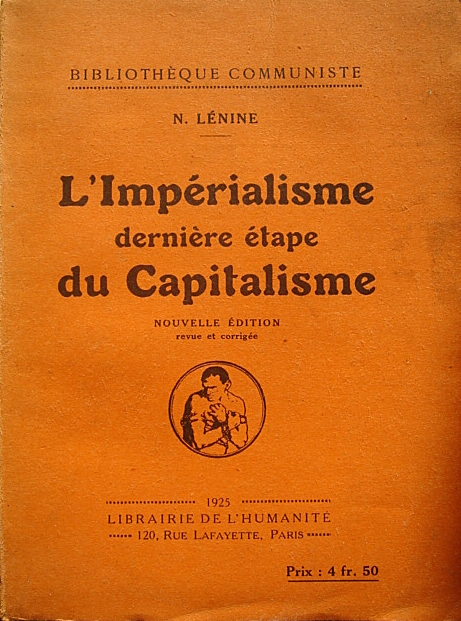
Édition française en 1925.

L’Impérialisme, stade suprême du capitalisme (en russe : Империализм как высшая стадия капитализма) est un livre écrit par Lénine en 1916 et publié en 1917.

## Historique
Lénine rédigea cette brochure, sous-titrée « Essai de vulgarisation », alors qu'il se trouvait en exil en Suisse au printemps 1916. Mais elle ne fut publiée que l'année suivante à Pétrograd. Dans la préface de 1917, il précise que son texte a été rédigé en tenant compte de la censure tsariste. La politique russe n'y apparaît guère que par allusions. S'appuyant sur la documentation économique dont il pouvait disposer à Zurich et s'inspirant des ouvrages de John Atkinson Hobson et de Rudolf Hilferding sur l'impérialisme, Lénine expose son point de vue sur les transformations récentes du capitalisme et sur leurs conséquences politiques, dans le contexte de la Première Guerre mondiale. Il n'est traduit en français qu'en 1923.

## Contenu
Lénine multiplie le recours aux statistiques et aux citations d'économistes pour en arriver à la définition suivante de l'impérialisme : « L'impérialisme est le capitalisme arrivé à un stade de développement où s'est affirmée la domination des monopoles et du capital financier, où l'exportation des capitaux a acquis une importance de premier plan, où le partage du monde a commencé entre les trusts internationaux et où s'est achevé le partage de tout le territoire du globe entre les plus grands pays capitalistes. » Il oppose sa définition à celle de Karl Kautsky, pour qui l'impérialisme est une tendance aux annexions, une politique que mènent les grandes puissances capitalistes mais qu'elles pourraient choisir de ne pas mener. Pour Lénine, l'expansionnisme et le colonialisme sont intrinsèquement liés à la nouvelle phase du développement capitaliste. Lénine reprend l'ensemble des réflexions présentes chez les bolcheviks, et notamment celles de jeunes théoriciens tel que Boukharine. En économie, Lénine s'appuie sur les travaux de ses contemporains comme Hobson ou encore Hilferding pour définir le capitalisme monopolistique et son emprise planétaire en intégrant son évolution spectaculaire. 
Lénine évoque une transformation de la nature même du système capitaliste reposant sur un mélange de la « Bourse » et du « monopole ». Ainsi, en France, quatre banques jouissent d'un monopole « absolu » et non pas « relatif », le Crédit Lyonnais dont les comptes courant passent de 28 535 en 1875 à 633 539 en 1912. De ce fait cet accroissement de richesse fait passer les banques de rôle d'intermédiaire dans l'économie à un réel monopole de concentration de richesse et de domination. 
Lénine dénonce le caractère illusoire de l'opposition à l'impérialisme de ceux qui souhaiteraient mettre fin à la domination des trusts par le retour à la libre concurrence, caractéristique d'un stade antérieur du capitalisme, celui du XIXe siècle. Il dénonce aussi l'opportunisme de ceux qui défendent la paix sans lutter pour le socialisme. La guerre étant pour lui une conséquence inévitable des rivalités entre impérialistes pour le repartage du monde, il s'ensuit que le seul moyen d'en finir avec la guerre, c'est d'œuvrer à la révolution socialiste. Lénine voit dans le développement de ce qu'il appelle l'opportunisme un sous-produit de l'impérialisme : les profits élevés des monopoles leur permettent de corrompre une partie de la classe ouvrière (l'aristocratie ouvrière) et de la rallier à la bourgeoisie, dont elle épouse désormais les antagonismes. Lénine pense à la guerre en cours même si, censure oblige, il ne l'écrit pas ouvertement. Et c'est en songeant à ceux qui, dans le mouvement de Zimmerwald hésitent à rompre avec les sociaux-démocrates ralliés à la guerre qu'il écrit : « Les gens les plus dangereux à cet égard sont ceux qui ne veulent pas comprendre que, si elle n'est pas indissolublement liée à la lutte contre l'opportunisme, la lutte contre l'impérialisme est une phrase creuse et mensongère ».